# Römisch-katholische Kirche in der Zentralafrikanischen Republik
Die Römisch-katholische Kirche in der Zentralafrikanischen Republik ist Teil der weltweiten römisch-katholischen Kirche.

## Geschichte
Am 8. Mai 1909 wurde durch Papst Pius X. die Apostolische Präfektur Oubangui Chari gegründet und Pietro Cotel CSsP als deren Präfekt eingesetzt. Papst Pius XI. errichtete am 2. Dezember 1937 das Apostolische Vikariat Oubangui Chari, das von Papst Pius XII. zum Apostolische Vikariat Bangui umfirmiert und am 14. September 1955 zum Erzbistum erhoben wurde; erster Erzbischof von Bangui wurde Joseph Cucherousset CSsP.

## Kirche
Die Gesamtbevölkerung von 5.507.257 Einwohnern der Zentralafrikanischen Republik teilt sich auf in 25 % Katholiken, 25 % Protestanten, 15 % Muslime, 35 % Anhänger von traditionellen Religionen. Traditionelle Religionen und animistische Praktiken haben einen großen Einfluss auf die christliche Mehrheit.
Die katholische Kirche in der Zentralafrikanischen Republik gehört der Conférence Épiscopale Centrafricaine (CECA) an und ist Mitglied der Symposiums der Bischofskonferenzen von Afrika und Madagaskar (SECAM/SCEAM). Apostolischer Nuntius ist seit Januar 2023 Erzbischof Giuseppe Laterza. Die Messe wird im Zairischen Messritus, einer Variante des Römischen Ritus gefeiert.
Die Kirche wird verwaltet durch ein Erzbistum sowie acht Bistümer. In 119 Pfarreien und drei Missionsstationen sind 149 Diözesanpriester und 112 Ordenspriester tätig. Im nicht priesterlichen Dienst, vornehmlich in der Mission, im Bildungswesen und Sozialwesen, sind 517 Ordensschwestern und 99 Ordensbrüder sowie 15 Laienmissionare und 6.279 Katecheten tätig.
2012 besuchte Fernando Kardinal Filoni, Präfekt der Kongregation für die Evangelisierung der Völker, das Land und spendete vier Bischöfen die Weihe. Immer wieder sind Angehörige der christlichen Religionen aufgrund der kritischen Sicherheitslage Repressalien ausgesetzt. 2010 haben sich die örtlichen Religionsführer zusammengefunden um auf die Gewalt der Guerillakämpfer der ugandischen Lord’s Resistance Army (LRA) von Joseph Kony im Grenzgebiet der Zentralafrikanischen Republik, der Demokratischen Republik Kongo und dem Südsudan zu reagieren.

## Gliederung
- Erzbistum Bangui
  - Bistum Alindao
  - Bistum Bambari
  - Bistum Bangassou
  - Bistum Berbérati
  - Bistum Bossangoa
  - Bistum Bouar
  - Bistum Kaga-Bandoro
  - Bistum Mbaïki